# Campeonato Mundial de Ajedrez 2008
El Campeonato Mundial de Ajedrez 2008 fue un encuentro entre el retador Kramnik de Rusia y el campeón defensor Viswanathan Anand de India. El partido se jugó en Bonn, Alemania. El primer juego empezó el 14 de octubre de 2008. El último juego empezó el 29 de octubre, que terminó empatado. Anand ganó el partido 6½-4½, manteniendo su condición de campeón.

## Resultados previos
La base de datos de chessgames.com tiene 120 partidas de Anand contra Kramnik desde 1981. Se excluyen 31 partidas, por ser rápidas, relámpago o a ciegas.
| Color                              | Victorias para Anand | Tablas | Victorias para Kramnik |
| ---------------------------------- | -------------------- | ------ | ---------------------- |
| Anand (Blancas) – Kramnik(Negras)  | 6                    | 31     | 2                      |
| Kramnik (Blancas) – Anand (Negras) | 4                    | 39     | 7                      |
| Total:                             | 10                   | 70     | 9                      |

## Partido
El partido fue jugado como mejor de 12 juegos, las victorias contando 1 punto, los empates ½ punto, y las derrotas 0, y acabaría cuando un jugador llegue a 6½ puntos. Si el partido acabara en un empate 6 a 6, se jugarán 4 partidas rápidas (25 minutos para cada uno, con incremento de 10 segundos por cada jugada). Si el empate persiste, se jugarán 2 partidas relámpago (5 minutos para cada uno, con incremento de 10 segundos por cada jugada). Si aún persiste el empate se jugará una partida de muerte súbita: el blanco tiene 6 minutos y el negro 5, pero el blanco debe ganar sin falta, ya que se considera victoria para el negro las tablas o victoria para el negro.
El primer control de tiempo era de 40 jugadas en 2 horas; luego, 20 jugadas en una hora; y finalmente, 15 minutos hasta el final de la partida con 30 segundos extra por cada jugada desde la jugada 61. 
| Jugador           | 1 | 2 | 3 | 4 | 5 | 6 | 7 | 8 | 9 | 10 | 11 | Total |
| ----------------- | - | - | - | - | - | - | - | - | - | -- | -- | ----- |
| Viswanathan Anand | ½ | ½ | 1 | ½ | 1 | 1 | ½ | ½ | ½ | 0  | ½  | 6½    |
| Vladímir Krámnik  | ½ | ½ | 0 | ½ | 0 | 0 | ½ | ½ | ½ | 1  | ½  | 4½    |

El encuentro pactado a 12 partidas se celebró entre el 14 y 29 de octubre de 2008 en el Palacio Federal de Arte y Exposiciones en Bonn, Alemania. El encuentro terminó con el triunfo de Anand por 6½ a 4½ con lo que retuvo su título sin necesdidad de disputar la partida número 12. El premio de 1.5 millones de euros (que incluye impuestos y un porcentaje para la Fide) fue repartido en partes iguales como estaba estipulado en las bases.

## Partidas
El indio Viswanathan Anand ganó el partido.

Kramnik,Vladimir (2772) - Anand,Viswanathan (2783) [D14]
Gambito de Dama (Defensa Eslava variante del cambio)
World Championship Bonn (1), 14.10.2008
```
1.d4 d5 2.c4 c6 3.Cc3 Cf6 4.cxd5 cxd5 5.Af4 Cc6 6.e3 Af5 7.Cf3 e6 8.Db3 Ab4 9.Ab5 0–0 10.Axc6 Axc3+ 11.Dxc3 Tc8 12.Ce5 Cg4 13.Cxg4 Axg4 14.Db4 Txc6 15.Dxb7 Dc8 16.Dxc8 Tfxc8 17.0–0 a5 18.f3 Af5 19.Tfe1 Ag6 20.b3 f6 21.e4 dxe4 22.fxe4 Td8 23.Tad1 Tc2 24.e5 fxe5 25.Axe5 Txa2 26.Ta1 Txa1 27.Txa1 Td5 28.Tc1 Td7 29.Tc5 Ta7 30.Tc7 Txc7 31.Axc7 Ac2 32.Axa5 Axb3 
½–½
```

Anand,Viswanathan (2783) - Kramnik,Vladimir (2772) [E25]
Defensa Nimzoindia (variante Sämisch)
World Championship Bonn (2), 15.10.2008
```
1.d4 Cf6 2.c4 e6 3.Cc3 Ab4 4.f3 d5 5.a3 Axc3+ 6.bxc3 c5 7.cxd5 Cxd5 8.dxc5 f5 9.Dc2 Cd7 10.e4 fxe4 11.fxe4 C5f6 12.c6 bxc6 13.Cf3 Da5 14.Ad2 Aa6 15.c4 Dc5 16.Ad3 Cg4 17.Ab4 De3+ 18.De2 0–0–0 19.Dxe3 Cxe3 20.Rf2 Cg4+ 21.Rg3 Cdf6 22.Ab1 h5 23.h3 h4+ 24.Cxh4 Ce5 25.Cf3 Ch5+ 26.Rf2 Cxf3 27.Rxf3 e5 28.Tc1 Cf4 29.Ta2 Cd3 30.Tc3 Cf4 31.Ac2 Ce6 32.Rg3 Td4 
½–½
```

Kramnik,Vladimir (2772) - Anand,Viswanathan (2783) [D49]
Gambito de Dama (variante Merano)
World Championship Bonn (3), 17.10.2008
```
1.d4 d5 2.c4 c6 3.Cf3 Cf6 4.Cc3 e6 5.e3 Cbd7 6.Ad3 dxc4 7.Axc4 b5 8.Ad3 a6 9.e4 c5 10.e5 cxd4 11.Cxb5 axb5 12.exf6 gxf6 13.0–0 Db6 14.De2 Ab7 15.Axb5 Ad6 16.Td1 Tg8 17.g3 Tg4 18.Af4 Axf4 19.Cxd4 h5 20.Cxe6 fxe6 21.Txd7 Rf8 22.Dd3 Tg7 23.Txg7 Rxg7 24.gxf4 Td8 25.De2 Rh6 26.Rf1 Tg8 27.a4 Ag2+ 28.Re1 Ah3 29.Ta3 Tg1+ 30.Rd2 Dd4+ 31.Rc2 Ag4 32.f3 Af5+ 33.Ad3 Ah3 34.a5 Tg2 35.a6 Txe2+ 36.Axe2 Af5+ 37.Rb3 De3+ 38.Ra2 Dxe2 39.a7 Dc4+ 40.Ra1 Df1+ 41.Ra2 Ab1+ 
0–1
```

Anand,Viswanathan (2783) - Kramnik,Vladimir (2772) [D37]
World Championship Bonn (4), 18.10.2008
Gambito de Dama rehusado
```
1.d4 Cf6 2.c4 e6 3.Cf3 d5 4.Cc3 Ae7 5.Af4 0–0 6.e3 Cbd7 7.a3 c5 8.cxd5 Cxd5 9.Cxd5 exd5 10.dxc5 Cxc5 11.Ae5 Af5 12.Ae2 Af6 13.Axf6 Dxf6 14.Cd4 Ce6 15.Cxf5 Dxf5 16.0–0 Tfd8 17.Ag4 De5 18.Db3 Cc5 19.Db5 b6 20.Tfd1 Td6 21.Td4 a6 22.Db4 h5 23.Ah3 Tad8 24.g3 g5 25.Tad1 g4 26.Ag2 Ce6 27.T4d3 d4 28.exd4 Txd4 29.Txd4 Txd4 
½–½
```

Kramnik,Vladimir (2772) - Anand,Viswanathan (2783) [D49]
World Championship Bonn (5), 20.10.2008
Gambito de Dama (variante Merano)
```
1.d4 d5 2.c4 c6 3.Cf3 Cf6 4.Cc3 e6 5.e3 Cbd7 6.Ad3 dxc4 7.Axc4 b5 8.Ad3 a6 9.e4 c5 10.e5 cxd4 11.Cxb5 axb5 12.exf6 gxf6 13.0–0 Db6 14.De2 Ab7 15.Axb5 Tg8 16.Af4 Ad6 17.Ag3 f5 18.Tfc1 f4 19.Ah4 Ae7 20.a4 Axh4 21.Cxh4 Re7 22.Ta3 Tac8 23.Txc8 Txc8 24.Ta1 Dc5 25.Dg4 De5 26.Cf3 Df6 27.Te1 Tc5 28.b4 Tc3 29.Cxd4 Dxd4 30.Td1 Cf6 31.Txd4 Cxg4 32.Td7+ Rf6 33.Txb7 Tc1+ 34.Af1 Ce3 35.fxe3 fxe3 
0–1
```

Anand,Viswanathan (2783) - Kramnik,Vladimir (2772) [E34]
World Championship Bonn (6), 21.10.2008
Defensa Nimzoindia
```
1.d4 Cf6 2.c4 e6 3.Cc3 Ab4 4.Dc2 d5 5.cxd5 Dxd5 6.Cf3 Df5 7.Db3 Cc6 8.Ad2 0–0 9.h3 b6 10.g4 Da5 11.Tc1 Ab7 12.a3 Axc3 13.Axc3 Dd5 14.Dxd5 Cxd5 15.Ad2 Cf6 16.Tg1 Tac8 17.Ag2 Ce7 18.Ab4 c5 19.dxc5 Tfd8 20.Ce5 Axg2 21.Txg2 bxc5 22.Txc5 Ce4 23.Txc8 Txc8 24.Cd3 Cd5 25.Ad2 Tc2 26.Ac1 f5 27.Rd1 Tc8 28.f3 Cd6 29.Re1 a5 30.e3 e5 31.gxf5 e4 32.fxe4 Cxe4 33.Ad2 a4 34.Cf2 Cd6 35.Tg4 Cc4 36.e4 Cf6 37.Tg3 Cxb2 38.e5 Cd5 39.f6 Rf7 40.Ce4 Cc4 41.fxg7 Rg8 42.Td3 Cdb6 43.Ah6 Cxe5 44.Cf6+ Rf7 45.Tc3 Txc3 46.g8D+ Rxf6 47.Ag7+ 
1–0
```

Anand,Viswanathan (2783) - Kramnik,Vladimir (2772) [D19]
World Championship Bonn (7), 23.10.2008
Gambito de Dama (Defensa Eslava línea principal)
```
1.d4 d5 2.c4 c6 3.Cf3 Cf6 4.Cc3 dxc4 5.a4 Af5 6.e3 e6 7.Axc4 Ab4 8.0–0 Cbd7 9.De2 Ag6 10.e4 0–0 11.Ad3 Ah5 12.e5 Cd5 13.Cxd5 cxd5 14.De3 Te8 15.Ce1 Ag6 16.Axg6 hxg6 17.Cd3 Db6 18.Cxb4 Dxb4 19.b3 Tac8 20.Aa3 Dc3 21.Tac1 Dxe3 22.fxe3 f6 23.Ad6 g5 24.h3 Rf7 25.Rf2 Rg6 26.Re2 fxe5 27.dxe5 b6 28.b4 Tc4 29.Txc4 dxc4 30.Tc1 Tc8 31.g4 a5 32.b5 c3 33.Tc2 Rf7 34.Rd3 Cc5+ 35.Axc5 Txc5 36.Txc3 Txc3+ 37.Rxc3 
½–½
```

Kramnik,Vladimir (2772) - Anand,Viswanathan (2783) [D39]
World Championship Bonn (8), 24.10.2008
Gambito de Dama rehusado (Defensa Ragozin)
```
1.d4 Cf6 2.c4 e6 3.Cf3 d5 4.Cc3 dxc4 5.e4 Ab4 6.Ag5 c5 7.Axc4 cxd4 8.Cxd4 Da5 9.Ab5+ Ad7 10.Axf6 Axb5 11.Cdxb5 gxf6 12.0–0 Cc6 13.a3 Axc3 14.Cxc3 Tg8 15.f4 Td8 16.De1 Db6+ 17.Tf2 Td3 18.De2 Dd4 19.Te1 a6 20.Rh1 Rf8 21.Tef1 Tg6 22.g3 Rg7 23.Td1 Txd1+ 24.Cxd1 Rh8 25.Cc3 Tg8 26.Rg2 Td8 27.Dh5 Rg7 28.Dg4+ Rh8 29.Dh5 Rg7 30.Dg4+ Rh8 31.Dh4 Rg7 32.e5 f5 33.Df6+ Rg8 34.Dg5+ Rh8 35.Df6+ Rg8 36.Te2 Dc4 37.Dg5+ Rh8 38.Df6+ Rg8 39.Dg5+ Rh8 
½–½
```

Anand,Viswanathan (2783) - Kramnik,Vladimir (2772) [D43]
World Championship Bonn (9), 26.10.2008
```
1.d4 d5 2.c4 e6 3.Cf3 Cf6 4.Cc3 c6 5.Ag5 h6 6.Ah4 dxc4 7.e4 g5 8.Ag3 b5 9.Ae2 Ab7 10.Dc2 Cbd7 11.Td1 Ab4 12.Ce5 De7 13.0–0 Cxe5 14.Axe5 0–0 15.Axf6 Dxf6 16.f4 Dg7 17.e5 c5 18.Cxb5 cxd4 19.Dxc4 a5 20.Rh1 Tac8 21.Dxd4 gxf4 22.Af3 Aa6 23.a4 Tc5 24.Dxf4 Txe5 25.b3 Axb5 26.axb5 Txb5 27.Ae4 Ac3 28.Ac2 Ae5 29.Df2 Ab8 30.Df3 Tc5 31.Ad3 Tc3 32.g3 Rh8 33.Db7 f5 34.Db6 De5 35.Db7 Dc7 36.Dxc7 Axc7 37.Ac4 Te8 38.Td7 a4 39.Txc7 axb3 40.Tf2 Tb8 41.Tb2 h5 42.Rg2 h4 43.Tc6 hxg3 44.hxg3 Tg8 45.Txe6 Txc4 
½–½
```

Kramnik,Vladimir (2772) - Anand,Viswanathan (2783) [E20]
World Championship Bonn (10), 27.10.2008
Gambito de Dama (variante Botvinnik)
```
1.d4 Cf6 2.c4 e6 3.Cc3 Ab4 4.Cf3 c5 5.g3 cxd4 6.Cxd4 0–0 7.Ag2 d5 8.cxd5 Cxd5 9.Db3 Da5 10.Ad2 Cc6 11.Cxc6 bxc6 12.0–0 Axc3 13.bxc3 Aa6 14.Tfd1 Dc5 15.e4 Ac4 16.Da4 Cb6 17.Db4 Dh5 18.Te1 c5 19.Da5 Tfc8 20.Ae3 Ae2 21.Af4 e5 22.Ae3 Ag4 23.Da6 f6 24.a4 Df7 25.Af1 Ae6 26.Tab1 c4 27.a5 Ca4 28.Tb7 De8 29.Dd6 
1–0
```

Anand,Viswanathan (2783) - Kramnik,Vladimir (2772) [B96]
World Championship Bonn (11), 29.10.2008
Defensa Nimzoindia jugadas inusuales
```
1.e4 c5 2.Cf3 d6 3.d4 cxd4 4.Cxd4 Cf6 5.Cc3 a6 6.Ag5 e6 7.f4 Dc7 8.Axf6 gxf6 9.f5 Dc5 10.Dd3 Cc6 11.Cb3 De5 12.0–0–0 exf5 13.De3 Ag7 14.Td5 De7 15.Dg3 Tg8 16.Df4 fxe4 17.Cxe4 f5 18.Cxd6+ Rf8 19.Cxc8 Txc8 20.Rb1 De1+ 21.Cc1 Ce7 22.Dd2 Dxd2 23.Txd2 Ah6 24.Tf2 Ae3 
½–½
```